# Sint-Servatiuskerk (Ravels)

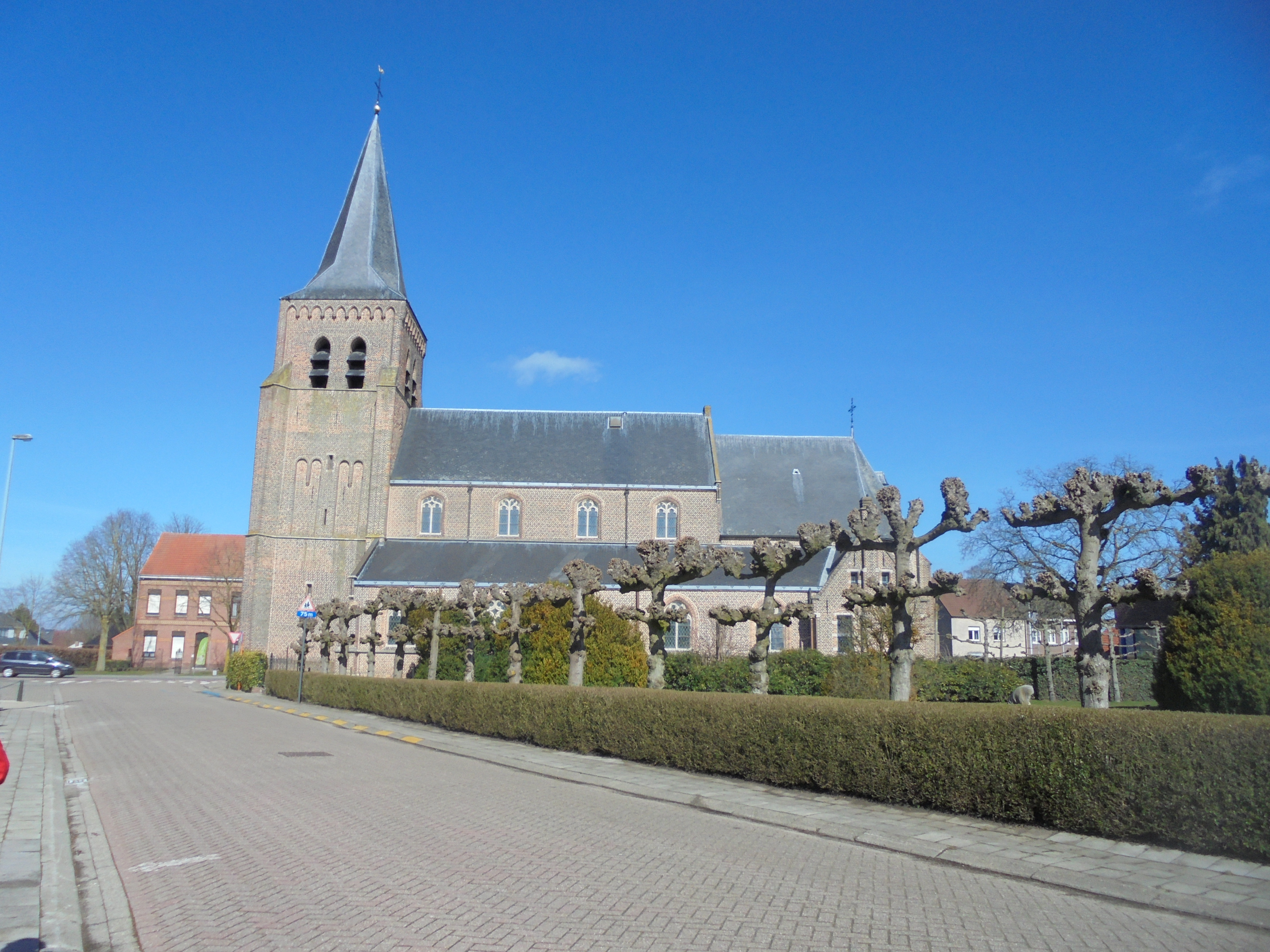
Sint-Servatiukerk

De Sint-Servatiuskerk is de parochiekerk van de Antwerpse plaats Ravels, gelegen aan Kerkstraat 10.

## Geschiedenis
De rechten van de parochie, die zich aanvankelijk uitstrekte tot Poppel, behoorden toe aan het Sint-Servaaskapittel te Maastricht om in 1211 over te gaan op de Abdij van Tongerlo. In 1559 werden de parochies gescheiden en werd Ravels een zelfstandige parochie. Tot 1820 was de pastoor een norbertijn, de laatste kwam van de Abdij van Postel.
Een kerkje moet al vóór 1211 hebben bestaan, oorspronkelijk wellicht van hout. In de 13e eeuw zal een stenen kerkje zijn gebouwd. In de eerste helft van de 16e eeuw werd een eenbeukige gotische kerk gebouwd met westtoren. Omstreeks 1908 werd een nieuw kerkschip in neogotische stijl gebouwd, naar ontwerp van Jules Taeymans, waarbij het koor en de toren werden behouden. In 1996 werd de toren gerestaureerd.

## Gebouw
Het betreft een georiënteerd bakstenen basilicaal kerkgebouw in neogotische stijl met een voorgebouwde laatgotische westtoren die drie geledingen heeft en een ingesnoerde naaldspits bezit. De kerk heeft een driezijdig afgesloten koor.

## Interieur
Een 17e-eeuws schilderij verbeeldt: Heilige Franciscus ontvangt de stigma. Van 1782 is een schilderij van Sint-Servatius door H. Gillis.
Gepolychromeerd houten beelden zijn er van Sint-Rochus, Sint-Sebastiaan en Sint-Servatius, alle 18e-eeuws.
Het 17e-eeuws hoofdaltaar werd in 1908 geplaatst en zou afkomstig zijn uit de Sint-Romboutskathedraal te Mechelen. De preekstoel in late barokstijl is van 1760. Het hardstenen doopvont is uit de 1e helft van de 16e eeuw.